# Bric dei Gorrei
Il Bric Gorrei (o Bric dei Prati), è una montagna dell'Appennino Ligure (nel gruppo del "Massiccio Savonese") che raggiunge gli 829 m s.l.m..

## Toponimo

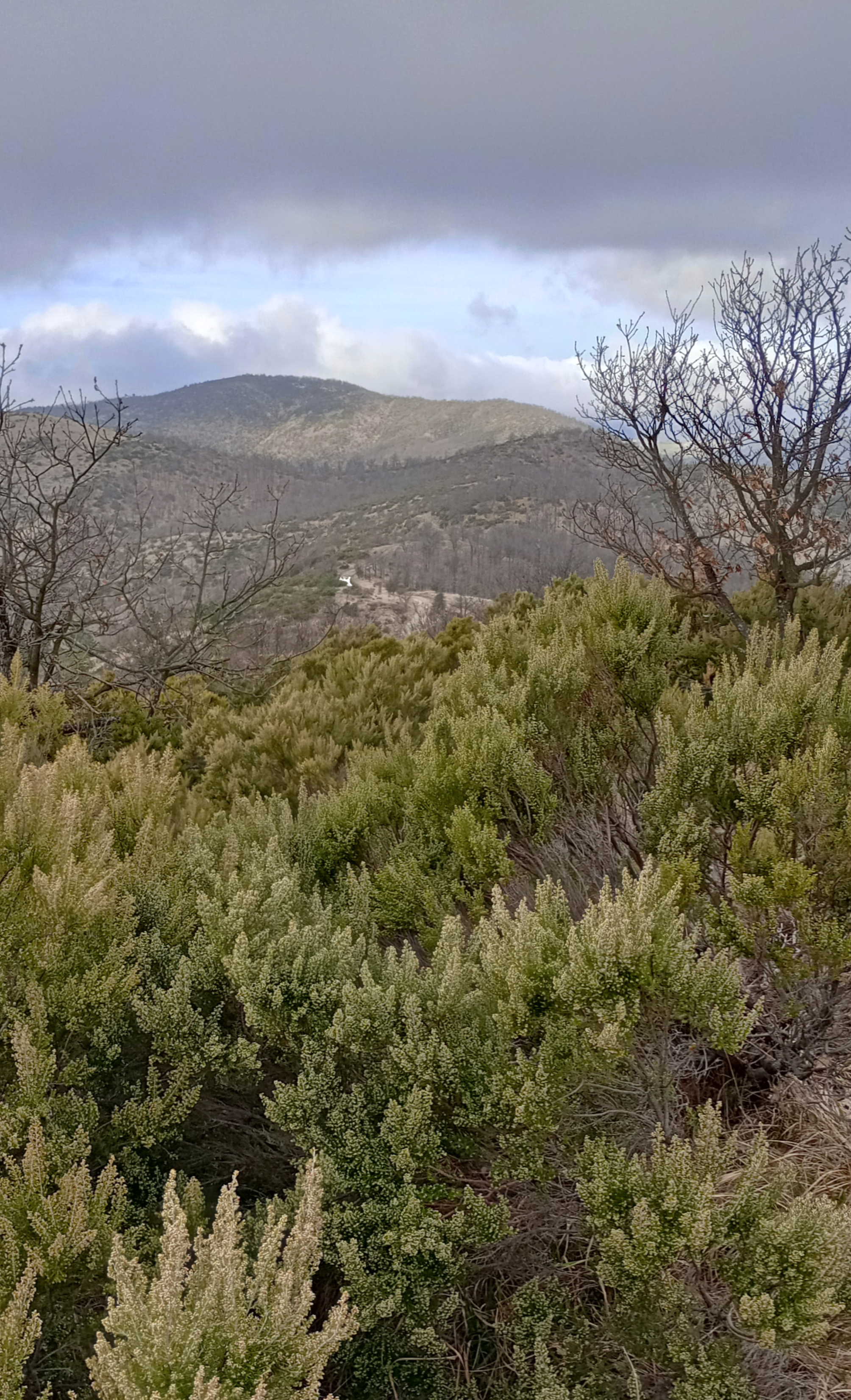
Vista dal Poggio

La montagna era anche nota come "Bric dei Prati". Il toponimo "Gorrei" deriverebbe da una denominazione locale del salice.

## Descrizione
Il Bric Gorrei è posto su un costolone che si diparte verso est dal crinale spartiacque tra la valle dell'Erro e quella dell'Orba. Nonostante la forma piuttosto arrotondate e poco appariscente, si tratta del rilievo più elevato del "Sottogruppo dell'Appennino Acquese". Sul punto culminante, che si trova in comune di Cassinelle, sono stati collocati una rosa dei venti, una rustica panchina e una palina segnaletica. Dalla cima della montagna si gode di un panorama molto esteso e che, nelle giornate invernali più limpide, comprende oltre ad una ampia zona del contiguo Appennino settentrionale anche buona parte dell'arco alpino.

## Geologia

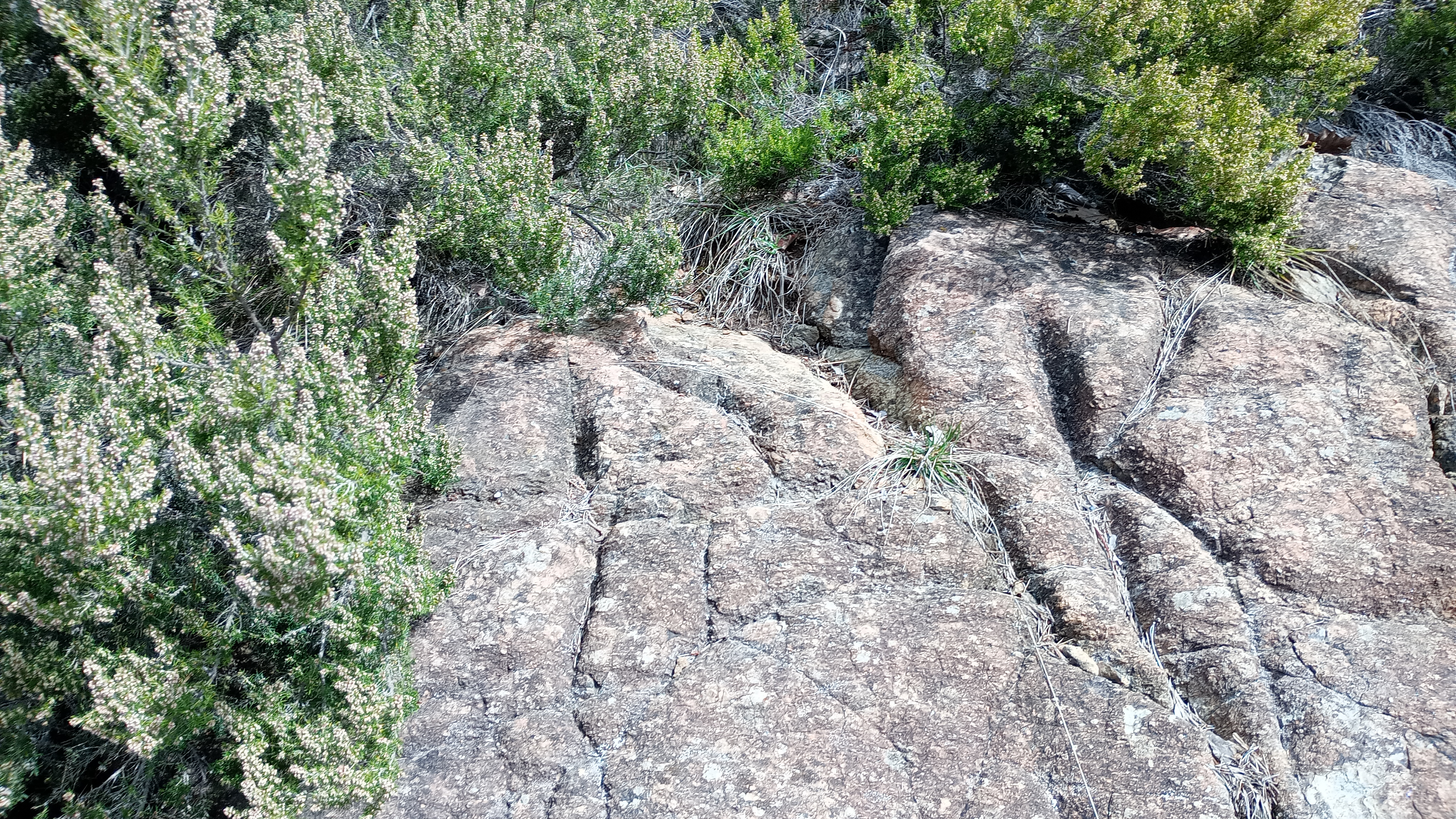
Affioramento roccioso a sud della cima

Geologicamente il Bric dei Gorrei appartiene al Gruppo di Voltri, un complesso morfologico caratterizzato da rocce prevalentemente di tipo ofiolitico. Nei pressi del monte si trovano alcune cavità naturali che si aprono in una matrice di serpentinite.

## Storia

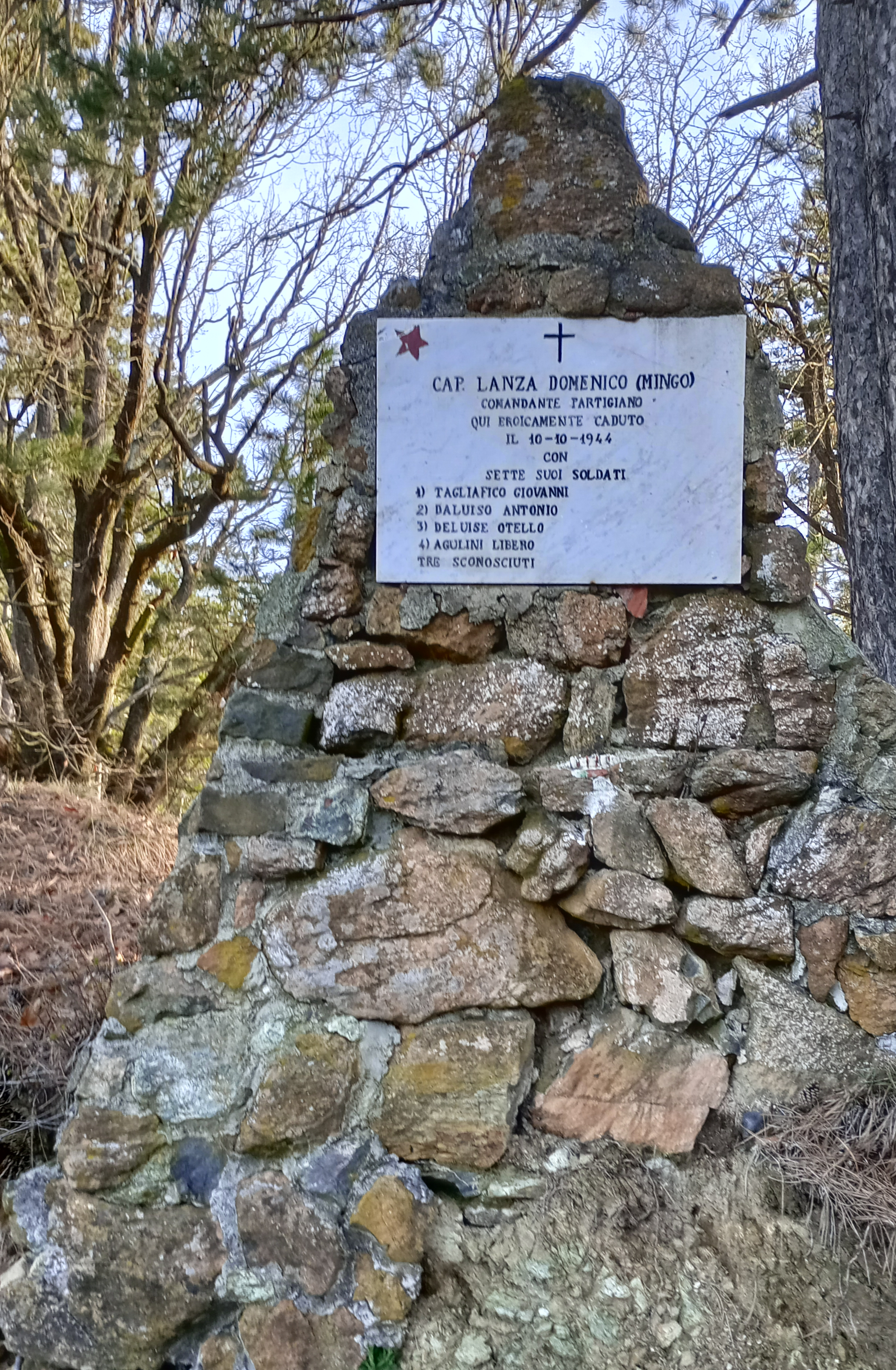
Il cippo in memoria del "comandante Mingo" a Piancastagna

Il 10 ottobre 1944 presso il Bric dei Gorrei, in uno scontro con le truppe di occupazione tedesche, venne ucciso il "Comandante Mingo" con altri otto suoi partigiani della Brigata GL "Michele Bonaria". La salma di "Mingo" fu subito composta e trasportata alla piccola chiesa di Piancastagna di Ponzone. Alle falde del monte venne poi realizzato il "Sacrario di Piancastagna", in ricordo di protagonisti ed eventi della Resistenza nell'Ovadese e nell'Acquese.

## Accesso alla vetta

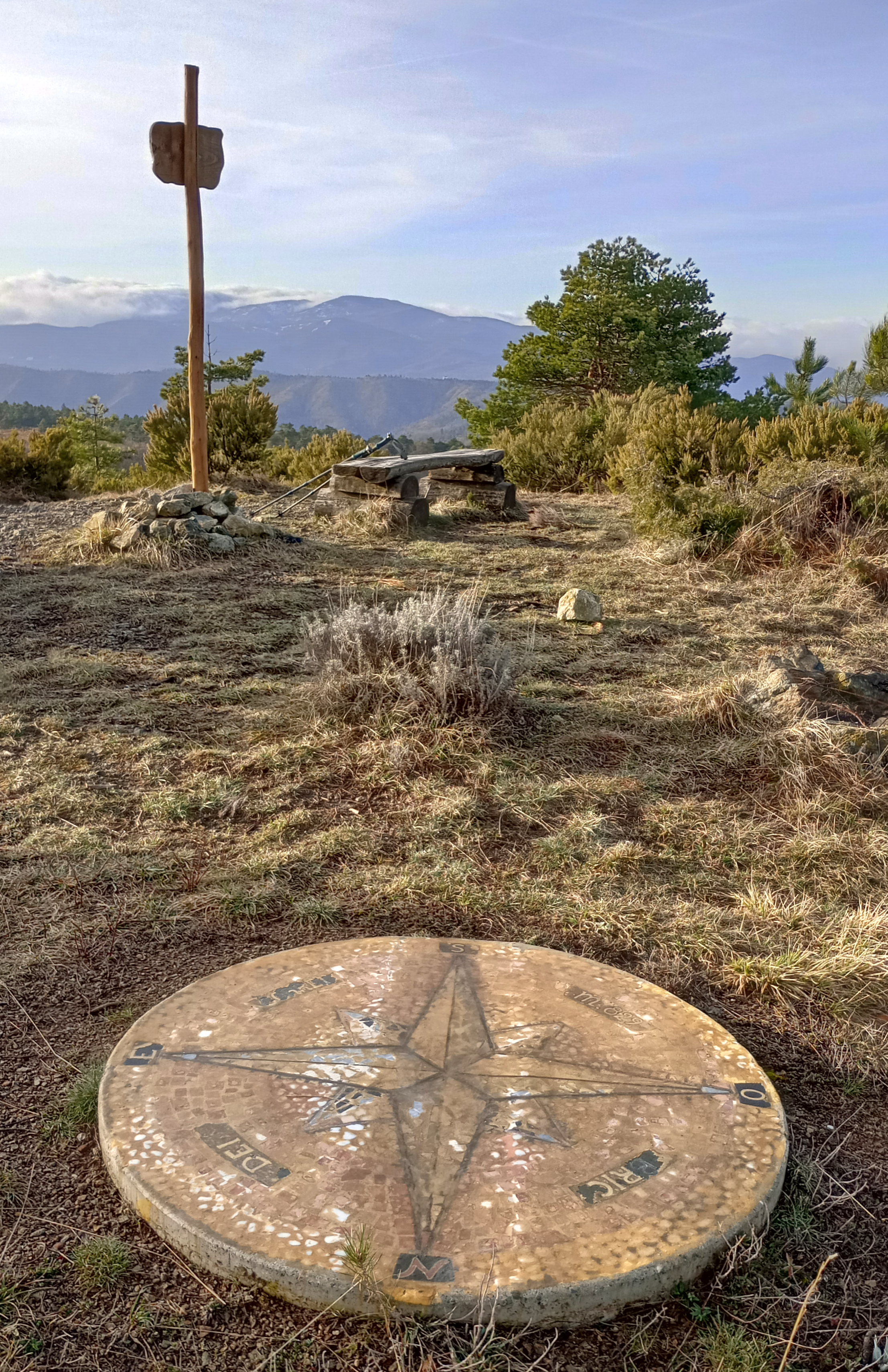
La vetta del monte

Una comoda via per salire alla cima è quella con partenza da Piancastagna (Ponzone), località posta a sud della montagna. Seguendo il "Sentiero dei Partigiani" è possibile raggiungere il punto culminante in circa mezz'ora di cammino.

### Punti di appoggio
- Cascina Tiole, rifugio forestale della Regione Piemonte[8], a 770 metri s.l.m. sul versante sud della montagna.[9]

## Ambiente
La zona sommitale del Bric del Gorrei risulta piuttosto diversa dalle aree collinari più a nord e si presenta brulla, con una vegetazione rada e discontinua e punteggiata da affioramenti rocciosi. Sul versante meridionale, oltre alle latifoglie, è presente un popolamento abbastanza esteso di pino silvestre, cosa piuttosto insolita nella zona.

## Bibliografia

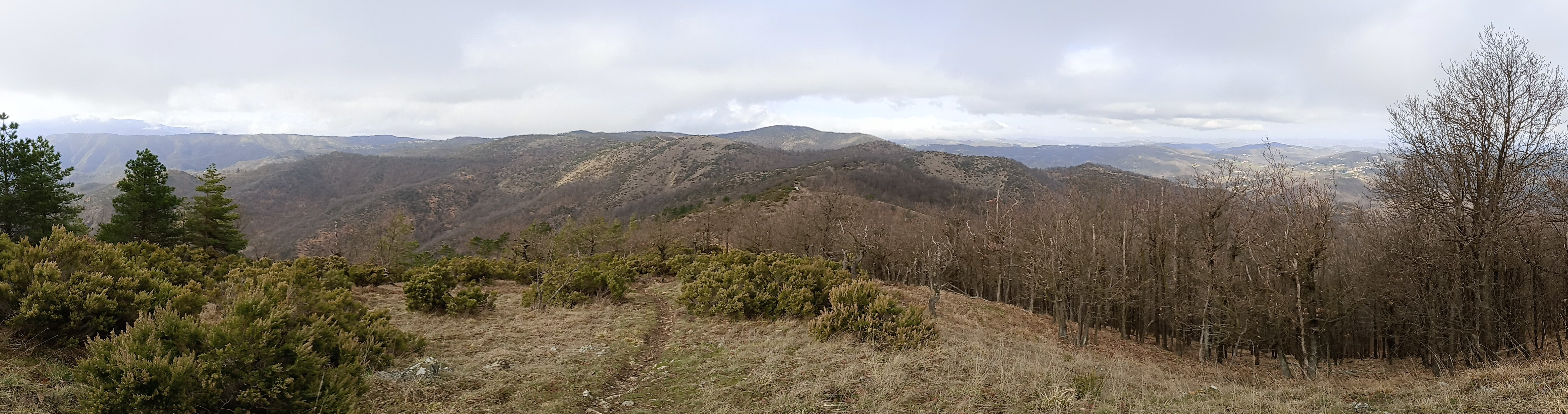
Vista verso sud, al centro il Beigua
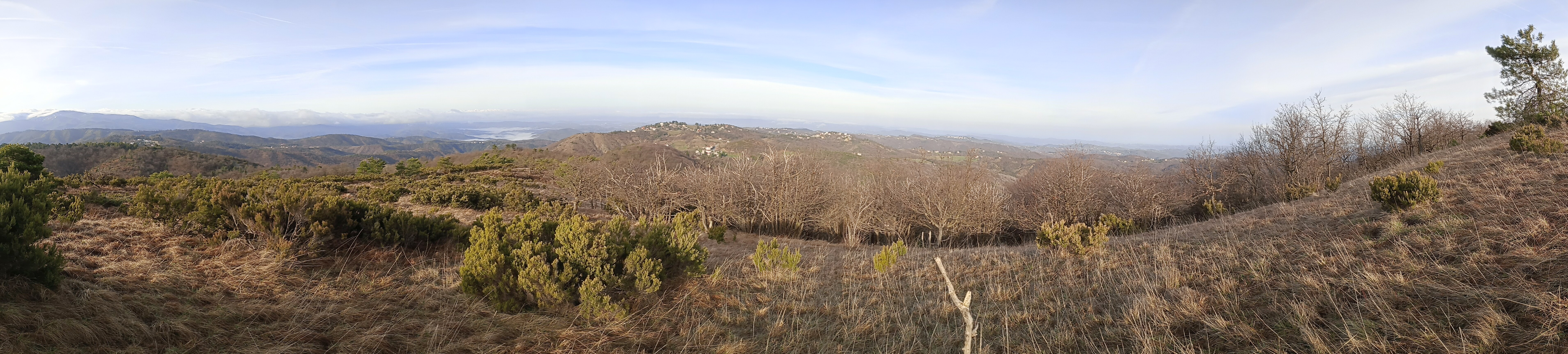
Vista verso nord-ovest in una giornata di cielo parzialmente velato